# Pommern (schip, 1903)
De Pommern is een stalen windjammer. Ze is een viermastbark, gebouwd in 1903 in Glasgow op de scheepswerf J. Reid & Co. Ze werd Mneme gedoopt en werd in 1908 omgedoopt tot Pommern.
De Pommern is een van de Flying P-Liners: beroemde zeilschepen van de Duitse rederij F. Laeisz, waarvan de namen allemaal met de letter 'P' begonnen. Voor de Hamburger rederij B. Wencke Söhne en na diens faillissement voor de eveneens Hamburgse reder Laeisz vervoerde ze steenkool naar Chili en salpeter terug naar Europa. In 1921 werd het schip aan Griekenland gegeven als herstelbetaling. In 1923 werd ze aangekocht door Gustaf Erikson uit Mariehamn in Åland, die het schip tot aan de Tweede Wereldoorlog gebruikte voor graantransporten vanuit de Spencergolf aan de zuidkust van Australië naar Engeland of Ierland. Het schip won tweemaal een graanregatta: in 1930 en 1937. Na de oorlog werd ze als museumschip geschonken aan de gemeente Mariehamn.

Het schip heeft beide wereldoorlogen onbeschadigd doorstaan en in al haar reizen zijn er slechts vier bemanningsleden op zee overleden.
Het schip ligt als museumschip in de westelijke haven van Mariehamn en wordt jaarlijks door duizenden toeristen bezocht, samen met het naastgelegen en bijbehorende scheepvaartmuseum.

## Externe links

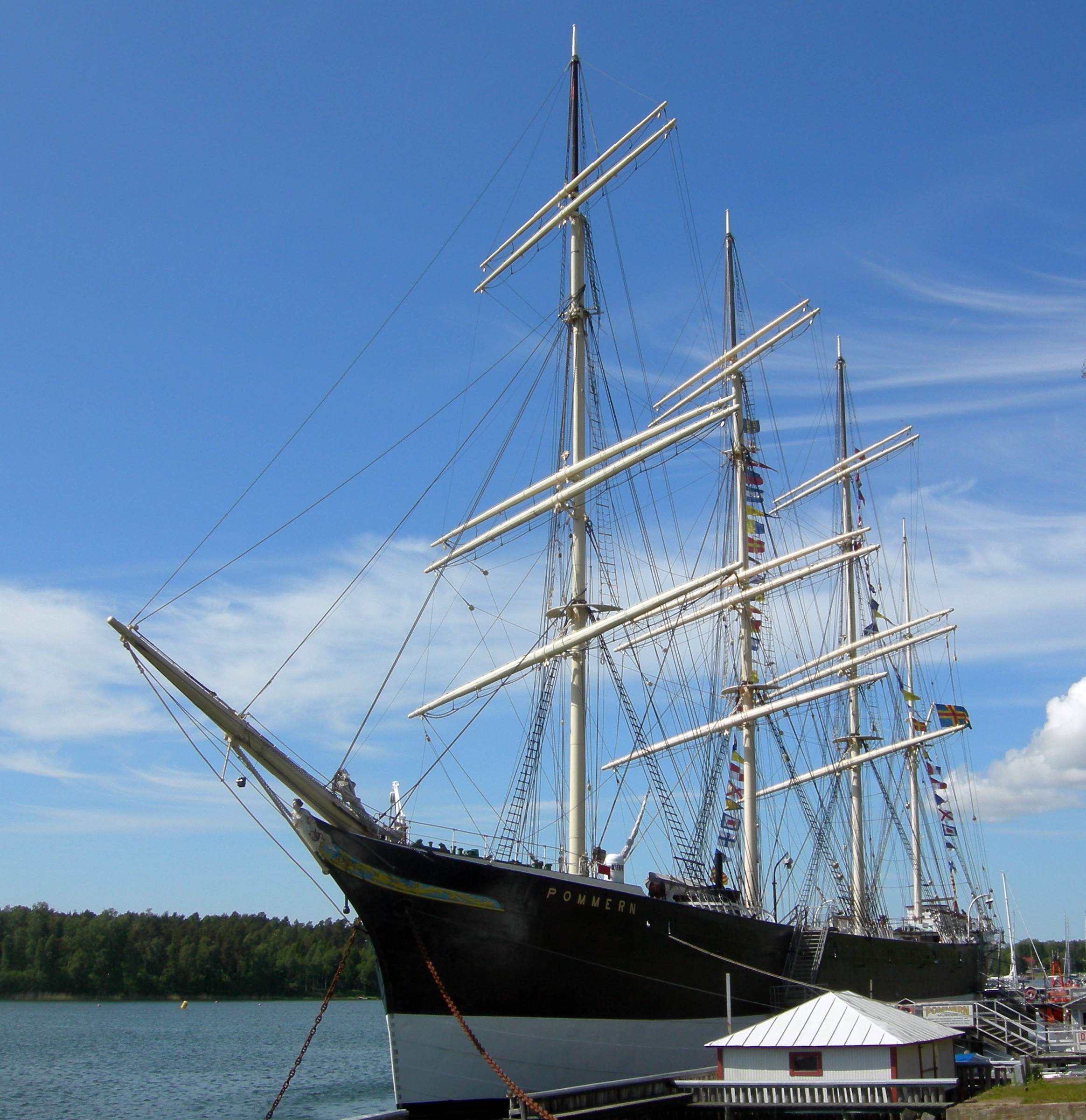
De Pommern, voor anker in de westelijke haven van Mariehamn.

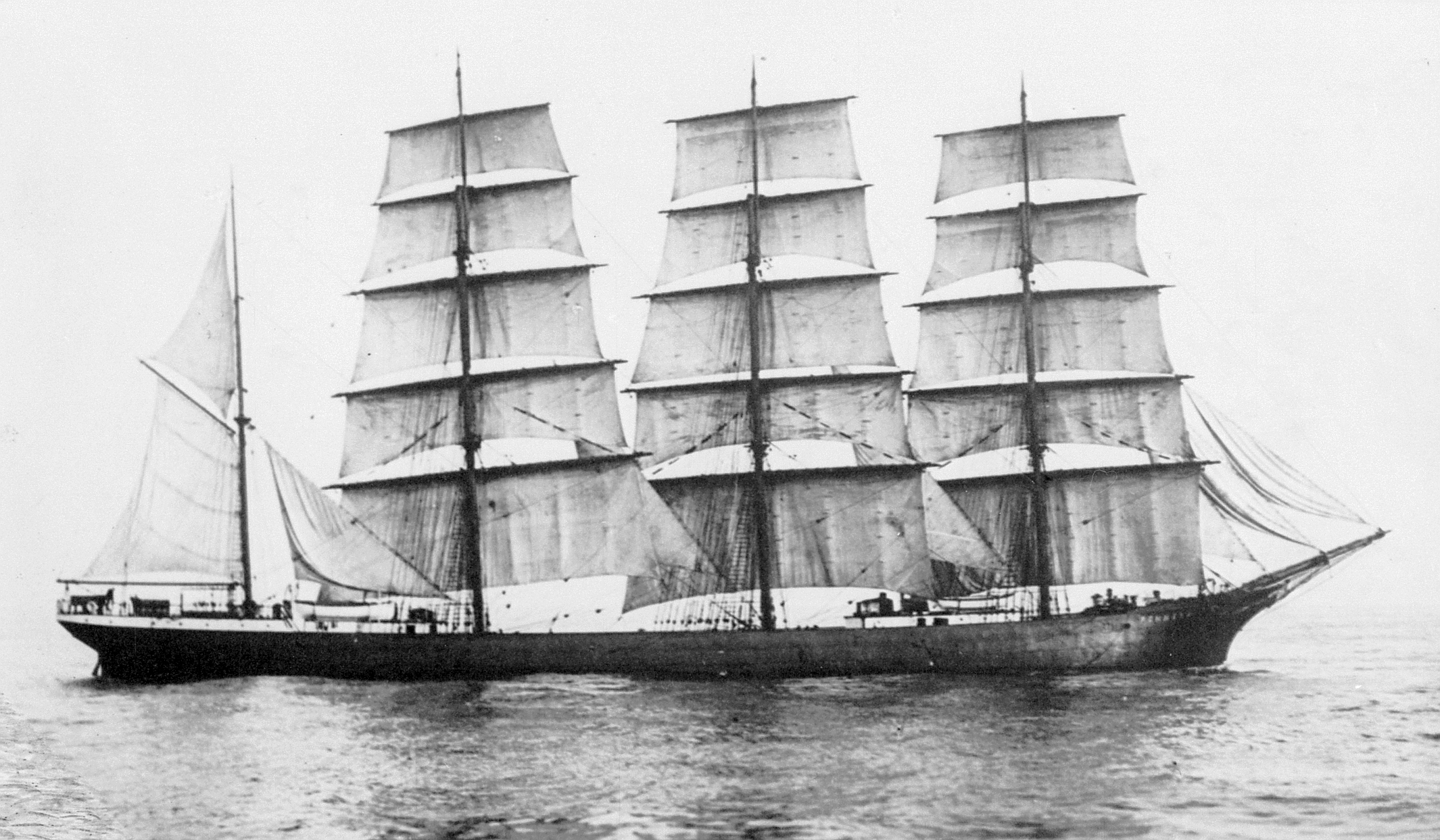
De Pommern onder zeil; datum onbekend